# Edward Kasner
Edward Kasner (2 tháng 4 năm 1878, NYC-7 tháng 1 năm 1955, NYC) (Đại học Thành phố New York vào năm 1897, Đại học Columbia MA, 1897; Tiến sĩ Đại học Columbia, 1900) đã nghiên cứu dưới hướng dẫn của Cassius Jackson Keyser, là một nhà toán học nổi bật Hoa Kỳ, người được bổ nhiệm Tutor ở Khoa toán Đại học Columbia. Kasner là Người Do Thái đầu tiên được bổ nhiệm vào một vị trí giảng viên trong khoa học tại Đại học Columbia.
Luận án tiến sĩ của Kasner mang tên Lý thuyết bất biến của nhóm Inversion: Hình học trên một bề mặt bậc hai, nó được xuất bản bởi Hội Toán học Mỹ năm 1900 trong Transactions của họ.